# Луїджі Ріва
Луї́джі «Джіджі» Рі́ва (італ. Luigi "Gigi" Riva; 7 листопада 1944, Леджуно — 22 січня 2024, Кальярі) — колишній італійський футболіст, нападник. По завершенні ігрової кар'єри — спортивний функціонер.
Найкращий бомбардир за всю історію команди «Кальярі». Цей клуб навічно закріпив ігровий № 11 за Рівою і прибрав його з ротації номерів клубу. За версією IFFHS посів 42-е місце серед найкращих футболістів Європи XX століття. Посів 74 місце серед найкращих гравців світу за версією World Soccer. Почесний мешканець Кальярі.

## Клубна кар'єра
Вихованець футбольної школи клубу «Леньяно». Дорослу футбольну кар'єру розпочав 1962 року в основній команді того ж клубу, в якій провів один сезон, взявши участь у 23 матчах чемпіонату.
1963 року перейшов до клубу «Кальярі», за який відіграв 13 сезонів. Більшість часу, проведеного у складі «Кальярі», був основним гравцем атакувальної ланки команди. У складі «Кальярі» був головним бомбардиром команди, маючи середню результативність на рівні 0,52 голу за гру першості. За цей час виборов титул чемпіона Італії. Завершив професійну кар'єру футболіста виступами за команду «Кальярі» у 1976 році.

## Виступи за збірну
1965 року дебютував в офіційних матчах у складі національної збірної Італії. Протягом кар'єри у національній команді, яка тривала 10 років, провів у формі головної команди країни 42 матчі, забивши 35 голів, завдяки яким і досі очолює список найкращих бомбардирів в історії збірної Італії.
У складі збірної був учасником чемпіонату Європи 1968 року в Італії, здобувши того року титул континентального чемпіона, чемпіонату світу 1970 року у Мексиці, де разом з командою здобув «срібло», чемпіонату світу 1974 року у ФРН.
| Дата       | Місто           | Господарі         | Результат  | Гості      | Турнір                | Голи | Примітки         |
| ---------- | --------------- | ----------------- | ---------- | ---------- | --------------------- | ---- | ---------------- |
| 27/06/1965 | Будапешт        | Угорщина          | 2 – 1      | Італія     | товариський матч      | -    | вийшов на 8'     |
| 19/03/1966 | Париж           | Франція           | 0 – 0      | Італія     | товариський матч      | -    |                  |
| 27/03/1967 | Рим             | Італія            | 1 – 1      | Португалія | товариський матч      | -    | замінений на 59' |
| 01/11/1967 | Козенца         | Італія            | 5 – 0      | Кіпр       | Відбір до ЧЄ 1968     | 3    |                  |
| 18/11/1967 | Берн            | Швейцарія         | 2 – 2      | Італія     | Відбір до ЧЄ 1968     | 2    |                  |
| 23/12/1967 | Кальярі         | Італія            | 4 – 0      | Швейцарія  | Відбір до ЧЄ 1968     | 1    |                  |
| 10/06/1968 | Рим             | Італія            | 2 – 0      | Югославія  | ЧЄ 1968 - Фінал       | 1    | Чемпіони Європи  |
| 23/10/1968 | Кардіфф         | Уельс             | 0 – 1      | Італія     | Відбір до ЧС 1970     | 1    |                  |
| 01/01/1969 | Мехіко          | Мексика           | 2 – 3      | Італія     | товариський матч      | 2    |                  |
| 05/01/1969 | Мехіко          | Мексика           | 1 – 1      | Італія     | товариський матч      | -    |                  |
| 29/03/1969 | Східний Берлін  | НДР               | 2 – 2      | Італія     | Відбір до ЧС 1970     | 2    |                  |
| 24/05/1969 | Турин           | Італія            | 0 – 0      | Болгарія   | товариський матч      | -    |                  |
| 04/11/1969 | Рим             | Італія            | 4 – 1      | Уельс      | Відбір до ЧС 1970     | 3    |                  |
| 22/11/1969 | Неаполь         | Італія            | 3 – 0      | НДР        | Відбір до ЧС 1970     | 1    |                  |
| 21/02/1970 | Мадрид          | Іспанія           | 2 – 2      | Італія     | товариський матч      | 1    |                  |
| 10/05/1970 | Лісабон         | Португалія        | 1 – 2      | Італія     | товариський матч      | 2    |                  |
| 03/06/1970 | Толука-де-Лердо | Італія            | 1 – 0      | Швеція     | ЧС 1970 - 1-й етап    | -    |                  |
| 06/06/1970 | Пуебла          | Італія            | 0 – 0      | Уругвай    | ЧС 1970 - 1-й етап    | -    |                  |
| 11/06/1970 | Толука-де-Лердо | Італія            | 0 – 0      | Ізраїль    | ЧС 1970 - 1-й етап    | -    |                  |
| 14/06/1970 | Толука-де-Лердо | Італія            | 4 – 1      | Мексика    | ЧС 1970 - чвертьфінал | 2    |                  |
| 17/06/1970 | Мехіко          | Італія            | 4 – 3 д.ч. | ФРН        | ЧС 1970 - півфінал    | 1    |                  |
| 21/06/1970 | Мехіко          | Бразилія          | 4 – 1      | Італія     | ЧС 1970 - Фінал       | -    | 2-ге місце       |
| 17/10/1970 | Берн            | Швейцарія         | 1 – 1      | Італія     | товариський матч      | -    |                  |
| 31/10/1970 | Відень          | Австрія           | 1 – 2      | Італія     | Відбір до ЧЄ 1972     | -    | замінений на 76' |
| 25/09/1971 | Генуя           | Італія            | 2 – 0      | Мексика    | товариський матч      | -    |                  |
| 09/10/1971 | Мілан           | Італія            | 3 – 0      | Швеція     | Відбір до ЧЄ 1972     | 2    |                  |
| 20/11/1971 | Рим             | Італія            | 2 – 2      | Австрія    | Відбір до ЧЄ 1972     | -    |                  |
| 04/03/1972 | Афіни           | Греція            | 2 – 1      | Італія     | товариський матч      | -    |                  |
| 29/04/1972 | Мілан           | Італія            | 0 – 0      | Бельгія    | Відбір до ЧЄ 1972     | -    |                  |
| 13/05/1972 | Брюссель        | Бельгія           | 2 – 1      | Італія     | Відбір до ЧЄ 1972     | 1    |                  |
| 20/09/1972 | Турин           | Італія            | 3 – 1      | Югославія  | товариський матч      | 1    |                  |
| 07/10/1972 | Люксембург      | Люксембург        | 0 – 4      | Італія     | Відбір до ЧС 1974     | 2    |                  |
| 21/10/1972 | Берн            | Швейцарія         | 0 – 0      | Італія     | Відбір до ЧС 1974     | -    |                  |
| 13/01/1973 | Неаполь         | Італія            | 0 – 0      | Туреччина  | Відбір до ЧС 1974     | -    |                  |
| 25/02/1973 | Стамбул         | Туреччина         | 0 – 1      | Італія     | Відбір до ЧС 1974     | -    |                  |
| 31/03/1973 | Генуя           | Італія            | 5 – 0      | Люксембург | Відбір до ЧС 1974     | 4    |                  |
| 09/06/1973 | Рим             | Італія            | 2 – 0      | Бразилія   | товариський матч      | 1    | замінений на 45' |
| 29/09/1973 | Мілан           | Італія            | 2 – 0      | Швеція     | товариський матч      | 1    |                  |
| 20/10/1973 | Рим             | Італія            | 2 – 0      | Швейцарія  | Відбір до ЧС 1974     | 1    |                  |
| 14/11/1973 | Лондон          | Англія            | 0 – 1      | Італія     | товариський матч      | -    |                  |
| 15/06/1974 | Мюнхен          | Італія            | 3 – 1      | Гаїті      | ЧС 1974 - 1-й етап    | -    |                  |
| 19/06/1974 | Штутгарт        | Італія            | 1 – 1      | Аргентина  | ЧС 1974 - 1-й етап    | -    |                  |
| Усього     |                 | Матчів (58 місце) | 42         |            | Голів (1 місце)       | 35   |                  |

## Титули і досягнення

Луїджі Ріва на стадіоні «Сант'Елія» в Кальярі, 1976 рік.

### Командні
- Чемпіон Італії (1):

«Кальярі»: 1969-70
- Чемпіон Європи (1):

 Італія: 1968
- Віце-чемпіон світу: 1970

### Особисті
- Найкращий бомбардир Серії A (3):

1966-67 (18), 1968-69 (20), 1969-70 (21)
- Найкращий бомбардир Кубка Італії (3):

1964-65 (3), 1968-69 (9), 1972-73 (8)